# 川田小一郎

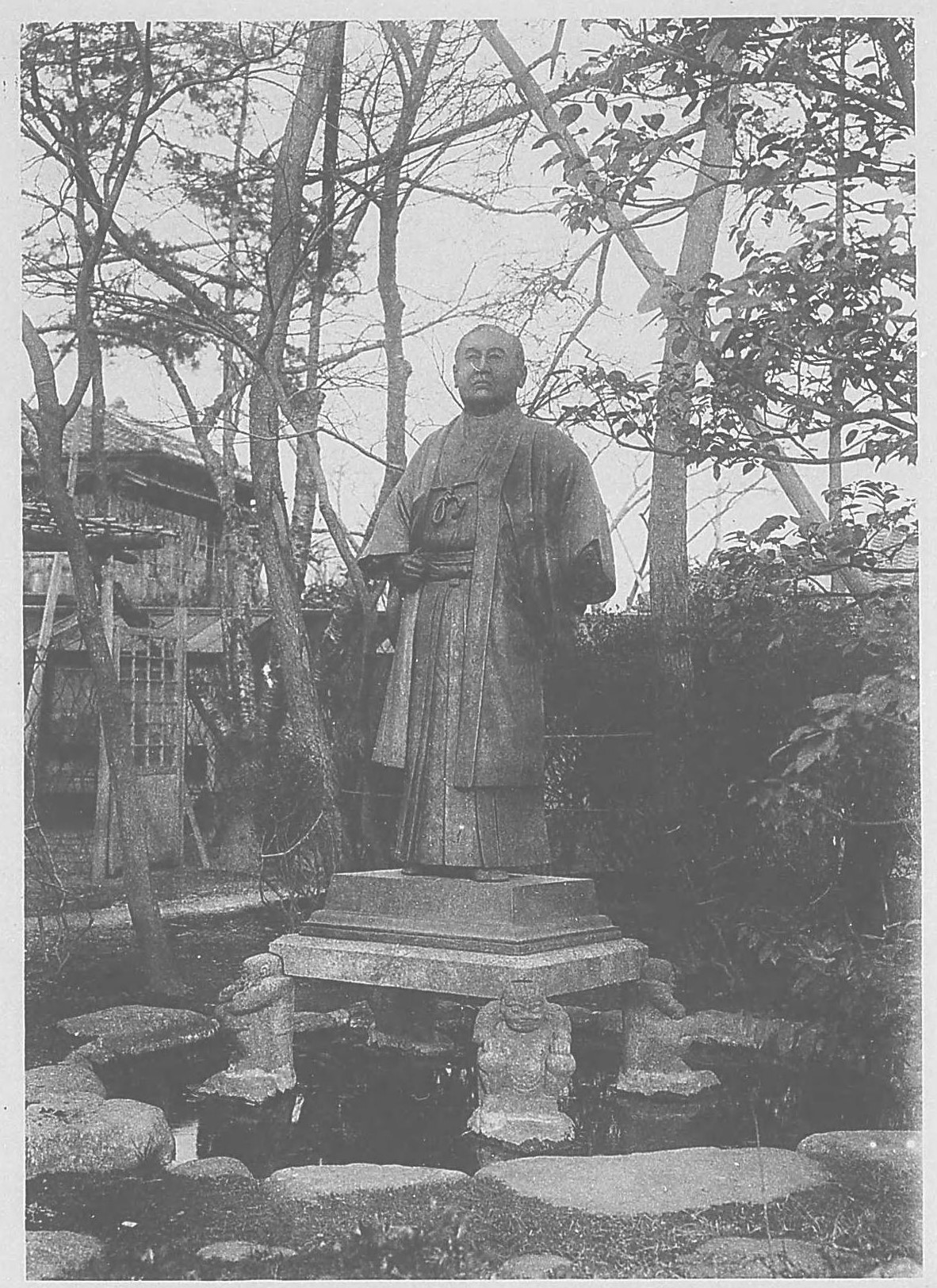
牛込の川田邸にあった銅像

川田 小一郎（かわだ こいちろう、1836年10月4日（天保7年8月24日） - 1896年（明治29年）11月7日）は、日本の実業家、政治家。男爵。創業期の三菱の幹部であり、貴族院議員、第3代日本銀行総裁。

## 生涯
天保7年（1836年）8月24日 、土佐国土佐郡旭村（現在の高知県高知市）にて土佐藩の郷士・川田家に生まれた。正規の教育はまったく受けていないが、その理財の才を認められ、藩の会計方に登用される。藩営土佐商会で勧業・鉱山・通商の事務を担当。明治維新に際しては、難題であった伊予松山藩所有の別子銅山接収を平和裡に収拾している。 
明治3年（1870年）、藩営の海運業社九十九商会の民営化に伴い、高級幹部（管事）として、石川七財と共に社主の岩崎弥太郎を補佐した。高島炭鉱など鉱山開発、共同運輸との海運業の覇権を巡る抗争など、常に先頭に立って三菱を率いた。1885年（明治18年）の弥太郎死後は、新たに三菱を率いた岩崎弥之助を助け、鉱山業、造船業など基幹産業への集中投資を推進するなど、今日に至る繁栄の礎を築いた。のち、岩崎久弥がアメリカ留学を終えて副社長職に就任するや、世代交代の必要性を唱えて経営の第一線から退く。
1889年（明治22年）9月3日、松方正義の推薦で第3代日本銀行総裁に就任。川田の日銀総裁としての権勢は絶大で、「日銀の法王」と呼ばれた。株主総会の日以外は出勤せず、行員を牛込の私邸に呼びつけ、当時大蔵大臣であった渡辺国武も私邸に呼びつけたといわれる。1890年（明治23年）の経済恐慌を乗り切るなど、日銀の中央銀行としての機能を確立し、日清戦争時には財政・金融の維持に尽力した。帝国議会成立に際しては貴族院勅選議員を兼任し、また1895年（明治28年）10月31日、長年にわたる政財界の発展に貢献した功により男爵に叙せられた。住友吉右衛門が主唱し山田鬼斎が原型鋳造し銅像が作製された。銅像は1896年（明治29年）2月に起工され、8月に竣工し、12月に除幕式が行われた。
日銀総裁在任中の1896年（明治29年）、京都別邸（高瀬川二条苑）にて急死した。享年61。
墓所は豊島区駒込の染井霊園。

## 家族
- 長男・川田龍吉 - 横浜船渠社長
- 三男・川田豊吉 - 函館どつく社長。岳父に川田甕江。娘婿に菊池正士
- 長女・鈴 - 男爵芝小路豊俊の妻。長男の芝小路豊和は、朝吹英一、原田敬策（男爵原田熊雄の長男）、朝比奈愛三（雪村いずみの父親）とハワイアンバンド「カルア・カマアイナス」として活動していた。
- 二女・静子 - 函館どつく社長・大塚巌の妻
- 三女・浦子 - 土屋義直（土屋挙直二男）の妻

## 栄典
- 1895年（明治28年）10月31日 - 男爵・勲三等旭日中綬章[4]
- 1896年（明治29年）
  - 10月11日 - 正五位[5]
  - 11月5日 - 正四位[6]

## 備考
- 「男爵いも」で知られる川田龍吉は長男にあたる。
- 高橋是清を登用したことでも知られる。当時、ペルーの銀山開発に失敗して失意の日々を送っていた高橋に着目し、早速日銀に登用している。